# Odorrana hmongorum
Odorrana hmongorum е вид земноводно от семейство Водни жаби (Ranidae).

## Разпространение
Видът е разпространен в южен Китай и северен Виетнам, макар че е много вероятно да се среща и в съседните райони на Лаос и Мианмар.